# Asotin (Waszyngton)
Asotin – miasto (city), ośrodek administracyjny hrabstwa Asotin, w południowo-wschodniej części stanu Waszyngton, w Stanach Zjednoczonych, położone na południowym brzegu rzeki Snake, naprzeciw stanu Idaho, w miejscu, gdzie uchodzi do niej strumień Asotin Creek. W 2010 roku miasto liczyło 1251 mieszkańców.
Miasto założone zostało w 1883 roku.